# Chimarra opaca
Chimarra opaca är en nattsländeart som beskrevs av Wolfram Mey 1998. Chimarra opaca ingår i släktet Chimarra och familjen stengömmenattsländor. Inga underarter finns listade i Catalogue of Life.